# Fassadenpreis der Landeshauptstadt München
Der Fassadenpreis der Landeshauptstadt München ist eine Auszeichnung, die von der Stadt München jährlich für hervorragend renovierte Fassaden vergeben wird. Die Preisträger werden in einem Fassadenwettbewerb bestimmt, an dem alle Eigentümer historischer Gebäude im Stadtgebiet Münchens teilnehmen können.
Mit dem Wettbewerb und der Preisverleihung soll nicht nur ein Anreiz für Fassadenrenovierungen unter Bewahrung der historischen Substanz geschaffen werden, um das historische Stadtbild zu erhalten, sondern auch das Bewusstsein der Öffentlichkeit für die kunsthistorische, architektonische und städtebauliche Bedeutung der Fassaden Münchner Häuser geweckt und gestärkt werden.

## Geschichte
Anlass für die Entstehung des Fassadenwettbewerbs war die Situation der Münchner Fassaden Ende der 1960er Jahre. Viele Fassaden waren altersgrau und rußgeschwärzt. Bei Renovierungen wurden oft architektonische Details wie z. B. Stuckaturen entfernt, da sie dem damaligen Zeitgeschmack nicht entsprachen. So wurde der ursprüngliche Charakter zahlreicher aus der Gründerzeit, dem Historismus und dem Jugendstil stammender Fassaden zerstört.
Um dieser Entwicklung entgegenzuwirken und um 1972 mit frischen Farben zu heiteren Olympischen Spielen beizutragen, schuf die Stadt München 1969 für Fassaden aus diesen Zeitepochen einen Preis, mit dem gelungene Fassadenrenovierungen ausgezeichnet werden sollten. 1970 fand der erste Münchner Fassadenwettbewerb statt. Später wurde der Wettbewerb auch auf Fassaden historischer Bauwerke Münchens bis einschließlich der 1950er Jahre ausgeweitet. Auch Bauten der 1960er Jahre können an dem Wettbewerb teilnehmen, wenn sie architektonisch und städtebaulich besonders hervorragen. Ein Eintrag der Gebäude als Baudenkmal in die Bayerische Denkmalliste ist jedoch nicht erforderlich.
Während der Preis zunächst nur an Privatpersonen verliehen wurde, werden seit 1988 auch Bauten öffentlich-rechtlicher Eigentümer durch eine „Lobende Erwähnung“ ausgezeichnet.
Bis einschließlich 2008 nahmen insgesamt 2623 Bauten an dem Fassadenwettbewerb teil, davon erhielten 765 einen Preis. Eine „Lobende Erwähnung“ fanden 117 Bauwerke.
Der Münchner Fassadenwettbewerb stellt ein beispielhaftes Projekt zur Förderung der Baukultur dar und wurde zum Vorbild für viele andere Städte Deutschlands.
Bis 2011 fand der Fassadenwettbewerb jährlich statt, dann wurde er auf einen Zweijahresrhythmus umgestellt.

## Verfahren
Alle privaten Eigentümer Münchner Häuser, die eine Fassadenrenovierung durchgeführt haben, können sich für die Teilnahme an dem Wettbewerb bewerben. Auch öffentlich-rechtliche Eigentümer können sich bewerben, sie können anstelle des Fassadenpreises eine „Lobende Erwähnung“ erreichen.
Die Fassadenrenovierung muss bei der Bewerbung abgeschlossen sein und sollte nicht länger als ein Jahr zurückliegen. Neben renovierten Fassaden können auch Fassadenmalereien zur Prämierung angemeldet werden.
Die Fassaden werden von ehrenamtlichen Gutachtern bewertet. Zu den Kriterien der Beurteilung gehören Originalität, Reichtum und Erhaltungsaufwand der Fassade, farbliche Gestaltung, künstlerische und handwerkliche Qualität der Ausführung und stadtgestalterische Bedeutung. Nach Anhörung der Gutachterkommission entscheidet der Münchner Stadtrat über die Preisvergabe.

## Preisträger
Es werden jedes Jahr (ab 2011 alle zwei Jahre) bis zu 25 Fassaden prämiert. Jeder Einzelpreis ist mit 500 Euro dotiert. Für einige der Gebäude wurde der Preis – nach einer zweiten, späteren Renovierung – bereits doppelt verliehen.
| Jahr | Verleihung | Preisträger | lobende Erwähnungen |
| ---- | ---------- | ----------- | ------------------- |
| 1970 |            | 10          | -                   |
| 1971 |            | 10          | -                   |
| 1972 |            | 10          | -                   |
| 1973 |            | 20          | -                   |
| 1974 |            | 20          | -                   |
| 1975 |            | 20          | -                   |
| 1976 |            |             | -                   |
| 1977 |            | 20          |                     |
| 1978 |            |             | -                   |
| 1979 |            |             | -                   |
| 1980 |            |             | -                   |
| 1981 |            |             | -                   |
| 1982 |            |             | -                   |
| 1983 |            |             | -                   |
| 1984 |            |             | -                   |
| 1985 |            | 20          | -                   |
| 1986 |            |             | -                   |
| 1987 |            |             | -                   |
| 1988 |            |             |                     |
| 1989 |            |             |                     |
| 1990 |            |             |                     |
| 1991 |            |             |                     |
| 1992 |            |             |                     |
| 1993 |            |             |                     |
| 1994 |            |             |                     |
| 1995 |            |             |                     |
| 1996 |            |             |                     |
| 1997 |            |             |                     |
| 1998 |            |             |                     |
| 1999 |            |             |                     |

| Jahr | Verleihung         | Preisträger | lobende Erwähnungen |
| ---- | ------------------ | ----------- | ------------------- |
| 2000 |                    |             |                     |
| 2001 |                    |             |                     |
| 2002 |                    |             |                     |
| 2003 |                    |             |                     |
| 2004 |                    | 18          | 11                  |
| 2005 |                    | 20          | 9                   |
| 2006 |                    | 19          | 7                   |
| 2007 |                    | 21          | 7                   |
| 2008 |                    | 20          | 5                   |
| 2009 | 31. Januar 2011    | 21          | 4                   |
| 2010 | 12. Dezember 2011  | 20          |                     |
| 2011 |                    |             |                     |
| 2013 | 10. November 2014  | 18          | 6                   |
| 2015 | 11. November 2015  | 25          | 6                   |
| 2017 | 20. September 2017 | 23          | 6                   |
| 2019 | 16. Oktober 2019   | 15          | 11                  |
| 2021 |                    |             |                     |
| 2023 |                    | 17          |                     |